# Ashburnham, East Sussex
Ashburnham är en civil parish i Storbritannien.   Den ligger i grevskapet East Sussex och riksdelen England, i den södra delen av landet, 80 km sydost om huvudstaden London.